# Cephalops maculiventris
Cephalops maculiventris är en tvåvingeart som först beskrevs av Enrico Adelelmo Brunetti 1927.  Cephalops maculiventris ingår i släktet Cephalops och familjen ögonflugor. Inga underarter finns listade i Catalogue of Life.